# 1790 au théâtre
| Années du théâtre : 1787 - 1788 - 1789 - 1790 - 1791 - 1792 - 1793    |
| Décennies du théâtre : 1760 - 1770 - 1780 - 1790 - 1800 - 1810 - 1820 |

## Événements
- 12 avril : inauguration à Paris, avec la représentation de l'opéra Les Époux mécontents de Dubuisson et Storace, de la salle de théâtre à l’extrémité nord de la galerie de Montpensier, agrandie et restaurée par les soins de Mademoiselle Montansier.

## Pièces de théâtre publiées
- Torquato Tasso, pièce en cinq actes  de Goethe, créée le 16 février 1807 à Weimar[1].

## Pièces de théâtre représentées
- 22 mai : Le Vieillard et la Jeune Fille, comédie de Moratín.
- Le Sourd ou l'Auberge pleine, comédie en trois actes en prose de Desforges, Paris, théâtre Montansier.
- La Journée des Dupes, sans nom d'auteur[2], au Théâtre National.

## Naissances
- 6 mars : Jacques Arago, écrivain, explorateur et vaudevilliste français, mort le 27 novembre 1854.

## Décès
- 11 avril : Jean-Jacques-François Drouin, acteur français, sociétaire de la Comédie-Française, né le 1er octobre 1716.
- 1er juillet : Claude Godard d'Aucour, marquis de Plancy, fermier général, écrivain, dramaturge et librettiste français, né le 16 décembre 1716.
- Date précise inconnue ou non renseignée :
  - Marie-Madeleine Jodin, actrice et philosophe féministe française, née le 27 juin 1741.